# Adam Kluska
Adam Rudolf Kluska (ur. 6 listopada 1936 w Gliniku Zaborowskim, zm. 30 października 2020 w Strzyżowie) – polski bibliotekarz, regionalista, publicysta i polityk, poseł na Sejm PRL IX kadencji.

## Życiorys
Syn Władysława i Apolonii, pochodził z rodziny chlopskiej. W 1954 ukończył Państwowe Gimnazjum i Liceum Ogólnokształcące w Strzyżowie, po czym podjął następnie pracę w Wojskowym Przedsiębiorstwie Handlowym w Rzeszowie. Kształcił się w Państwowym Zaocznym Studium Oświaty i Kultury dla Dorosłych w Krakowie oraz w Policealnym Studium Bibliotekarskim w Rzeszowie, uzyskał wykształcenie wyższe niepełne. Od 1956 pracował w prezydium Powiatowej Rady Narodowej w Strzyżowie. W 1965 sprowadził się do tego miasta z rodziną. Od 1962 do 1972 był sekretarzem Zarządu Powiatowego Towarzystwa Wiedzy Powszechnej, a w latach 1973–1980 pełnił funkcję prezesa Gminno-Miejskiego Zarządu Polskiego Komitetu Pomocy Społecznej. Od 1968 do 1975 był kierownikiem Wydziału Kultury Powiatowej Rady Narodowej. W 1975 objął stanowisko dyrektora Miejskiej i Gminnej Biblioteki Publicznej w Strzyżowie (zajmował je do 2004), a w 1981 został Społecznym Opiekunem Muzeum Regionalnego Towarzystwa Miłośników Ziemi Strzyżowskiej w Strzyżowie.
Od 1968 związany był ze Zjednoczonym Stronnictwem Ludowym, w którym pełnił różne funkcje. Był też członkiem Rady Miejsko-Gminnej Patriotycznego Ruchu Odrodzenia Narodowego oraz w latach 1981–1988 przewodniczącym Rady Narodowej Miasta i Gminy w Strzyżowie (zasiadał w niej od 1978 do 1988). W latach 1985–1989 pełnił z ramienia ZSL mandat posła na Sejm PRL IX kadencji w okręgu Rzeszów, zasiadając w Komisji Kultury oraz w Komisji Budownictwa, Gospodarki Przestrzennej, Komunalnej i Mieszkaniowej. 
Był współzałożycielem i redaktorem naczelnym regionalnego miesięcznika „Waga i Miecz”, ukazującego się od 1991. Napisał wiele artykułów prasowych, a także wierszy. Od 1975 do 1995 był sekretarzem, a w latach 1995–2011 prezesem Towarzystwa Miłośników Ziemi Strzyżowskiej. Od 1998 do września 2002 pełnił funkcję prezesa Rady Regionalnej Towarzystwa Kultury Województwa Podkarpackiego w Rzeszowie. 30 sierpnia 2007 otrzymał honorowe obywatelstwo gminy i miasta Strzyżów.

## Odznaczenia
- Krzyż Kawalerski Orderu Odrodzenia Polski (1987[2])
- Złoty Krzyż Zasługi
- Medal 30-lecia Polski Ludowej
- Medal 40-lecia Polski Ludowej
- Odznaka „Zasłużony Działacz Kultury” (1977[2])
- Odznaka „Zasłużony dla Województwa Rzeszowskiego”